# Landrais
 Landrais  es una población y comuna francesa, situada en la región de Poitou-Charentes, departamento de Charente Marítimo, en el distrito de Rochefort y cantón de Aigrefeuille-d'Aunis.
Su población municipal en 2008 era de 662 habitantes.
Está integrada en la Communauté de communes de la Plaine d’Aunis.

## Demografía
| 458 | 400 | 427 | 495 | 768 | 712 | 840 | 803 | 814 | 858 | 883 | 866 | 877 | 812 | 727 | 679 | 636 | 592 | 584 | 584 | 568 | 594 | 511 | 521 | 466 | 479 | 496 | 480 | 477 | 459 | 474 | 526 | 662 |
| Para los censos de 1962 a 1999 la población legal corresponde a la población sin duplicidades (Fuente: INSEE [Consultar]) |     |     |     |     |     |     |     |     |     |     |     |     |     |     |     |     |     |     |     |     |     |     |     |     |     |     |     |     |     |     |     |     |